# Jaylen Hoard
Jaylen Hoard (ur. 30 marca 1999 w Hawrze) – francuski koszykarz występujący na pozycji silnego skrzydłowego, od 2022 zawodnik Hapoelu Tel Awiw.
W 2018 wystąpił w dwóch meczach gwiazd amerykańskich szkół średnich – Nike Hoop Summit i Jordan Classic, natomiast w 2015 w Jordan Classic International, podczas którego został wybrany MVP. W obu został wybrany MVP spotkania. W 2019 rozegrał pięć spotkań w barwach Portland Trail Blazers podczas letniej ligi NBA.
Pochodzi z koszykarskiej rodziny. Jego ojciec Antwon grał w koszykówkę na uczelni Murray State, a następnie 18 lat zawodowo. W sezonie 1995/1996 reprezentował Hoop Pekaes Pruszków. Jego matka występowała na uczelni Waszyngtona, reprezentowała też Francję na mistrzostwach świata w 1994. Młodsza siostra Anaia występuje w młodzieżowych reprezentacjach Francji. Matka chrzestna Edwige Lawson-Wade występowała w WNBA, jest wicemistrzynią olimpijską z 2012. Ojciec chrzestny grał na uczelni Kennesaw State, obecnie trener koszykarski.
5 kwietnia 2021 zawarł umowę z Oklahoma City Thunder na występy zarówno w NBA, jak i zespole G-League – Oklahoma City Blue. 29 grudnia 2021 zawarł 10-dniową umowę z Oklahoma City Thunder. Po jego zakończeniu powrócił do Oklahoma City Blue. 1 kwietnia 2022 podpisał kolejny 10-dniowy kontrakt z Thunder. 14 sierpnia 2022 został zawodnikiem Hapoelu Tel Awiw. 31 lipca 2023 przedłużył umowę z klubem na kolejne dwa lata. 

## Osiągnięcia
Stan na 21 października 2023, na podstawie, o ile nie zaznaczono inaczej.
Reprezentacja
- Uczestnik:
  - mistrzostw:
    - świata U–17 (2016 – 6. miejsce)
    - Europy:
      - U–18 (2017 – 6. miejsce)
      - U–16 (2015 – 5. miejsce)

  - turnieju Alberta Schweitzera (2016 – 4. miejsce)